# Daniel Abraham Yanofsky

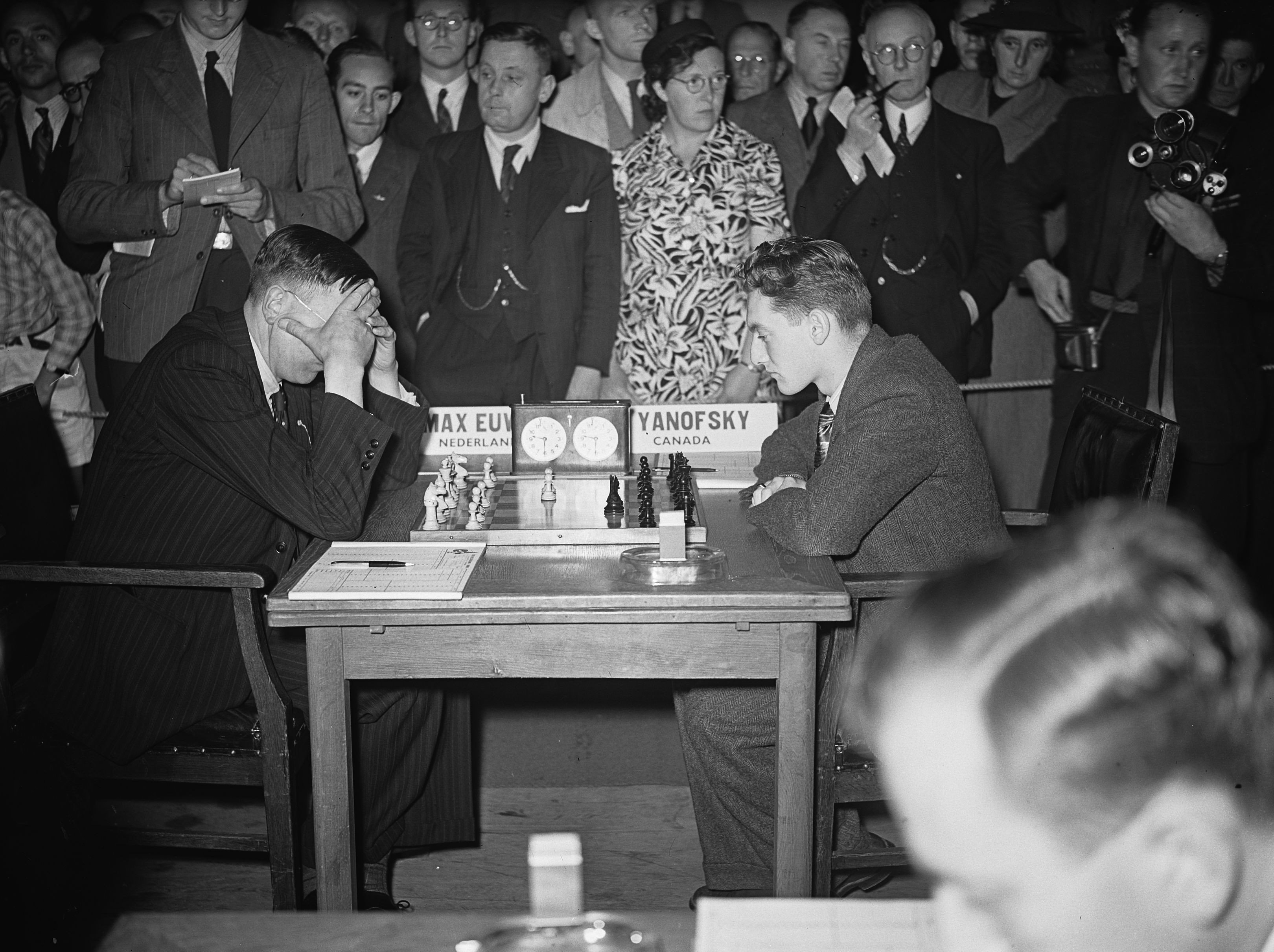
Max Euwe vs. Yanofsky (1946)

Daniel Abraham Yanofsky (* 26. März 1925 in Brody, Polen; † 5. März 2000 in Winnipeg, Kanada) war ein kanadischer Schachspieler.

## Biografie
Daniel Yanofsky war acht Monate alt, als seine Eltern mit ihm nach Kanada auswanderten. Nach der Schulzeit entschied er nach längerem Überlegen, nicht Medizin zu studieren, sondern Rechtswissenschaft, um genügend Zeit für das Schachspiel zu haben. Er arbeitete in Winnipeg in der Anwaltskanzlei, die er zusammen mit seinem Bruder Harry führte.
Als Achtjähriger erlernte er das Schachspielen und entpuppte sich bald als Wunderkind. Mit elf Jahren gab er in Winnipeg bereits Simultanvorstellungen, als 14-Jähriger spielte er 1939 für Kanada bei der Schacholympiade in Buenos Aires am 2. Brett, wo er ein Resultat von 85 % (13,5/16) erzielte. Der damalige Weltmeister Alexander Aljechin, der ebenfalls an diesem Turnier teilnahm, sagte Yanofsky eine glänzende schachliche Zukunft voraus. 1939 belegte Kanada Platz 2 in der Finalgruppe B. 1942 gewann er die offenen US-Meisterschaften. Acht Mal wurde er kanadischer Meister.
Beim Groninger Internationalen Turnier 1946, dem ersten großen Turnier nach dem Ende des Zweiten Weltkrieges, besiegte Yanofsky den künftigen Weltmeister Michail Botwinnik. 1964 wurde er als erster Kanadier zum Großmeister ernannt. Er nahm an 11 Schacholympiaden teil: 1939, 1954, 1958, 1964, 1966, 1968, 1970, 1972, 1974, 1976 und 1980.
Seine Möglichkeiten, sich schachlich weiterzuentwickeln, waren stark beeinträchtigt durch die Tatsache, dass Yanofsky im Umkreis von mindestens 800 Kilometern keinen ebenbürtigen Gegner hatte.
Yanofskys letzte Elo-Zahl betrug 2410, er wurde jedoch als inaktiv geführt, da er nach 1989 keine Elo-gewertete Partie mehr spielte. Seine beste Elo-Zahl von 2460 erreichte er im Juli 1971. Vor Einführung der Elo-Zahlen erreichte er seine beste historische Elo-Zahl von 2618 im Dezember 1946.
Daniel Yanofsky starb am 5. März 2000 im Alter von 74 Jahren in einem Krankenhaus in Winnipeg an Krebs.

## Ehrungen
Daniel Yanofsky wurde 1972 Offizier des Order of Canada.